# Arcen
Arcen ['arsən] ist eine kleine niederländische Festungsstadt und liegt 10 km nördlich von Venlo am Ufer der Maas in der Nähe der deutschen Grenze. Es gehört seit dem 1. Januar 2010 zu Venlo in Limburg, davor war Arcen Teil der Gemeinde Arcen en Velden.

## Geschichte
Im Frühmittelalter gehörte Arcen zum Territorium Straelen; 1064 schenkte Gräfin Irmentrudis das Land an die Abtei St. Michael (Siegburg), die es von einem Landvogt verwalten ließ. Um 1275 wurde dies Arnold van Straelen. Da er keine Söhne hatte, vermachte er die Regentschaft an seine älteste Tochter Elisabeth, die zweimal kinderlos verheiratet war. Deshalb ging die Regentschaft zunächst an ihre Schwester Justina van Straelen über. Doch nach einiger Zeit heiratete Elisabeth zum dritten Mal, diesmal Arnold van Buren. Weil Justina die vereinbarten Ausgleichszahlungen nicht leistete, forderte Elisabeth die Regentschaft zurück. Dieses Thema wurde zum Dauerstreitpunkt innerhalb der Familie, der sich auch auf die nachfolgenden Generationen auswirkte. 1330 beendete Graf Rainald II. (Geldern) diese Situation, indem er Arcen aus Straelen herauslöste; dadurch wurde Arcen eine vrije heerlijkheid. Sie wurde den Brüdern van Buren zugeteilt. Durch Heirat und Erbschaft fiel Arcen 1543 an die Grafschaft Geldern (Oberquartier Geldern = Spanisch-Obergeldern).
Während des Spanischen Erbfolgekrieges wurde Arcen von preußischen Truppen besetzt und blieb so als Teil von Preußisch Obergeldern von 1753 bis 1814 deutsch. Erst mit dem Wiener Kongress wurde es 1815 niederländisch. Arcen bildete zusammen mit Velden die Gemeinde Velden, die am 1. Januar 1816 in Arcen en Velden umbenannt wurde und seit dem 1. Januar 2010 zu Venlo gehört.
1993 und 1995 wurde der Ort durch schwere Hochwasser in Mitleidenschaft gezogen.

## Ortsbild und Sehenswürdigkeiten

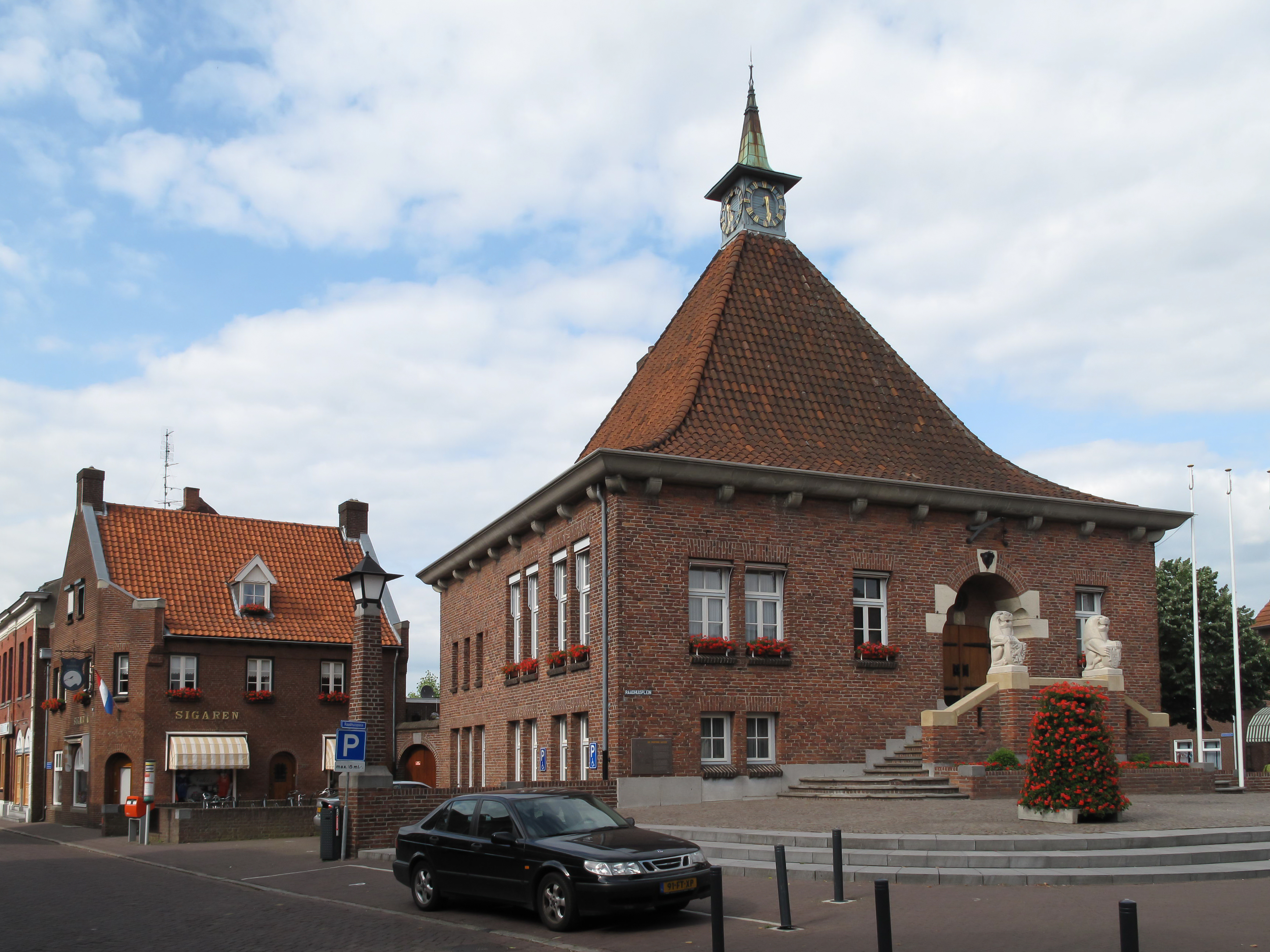
Ehemaliges Rathaus

Arcen liegt auf der rechten Maas-Seite. Es hat eine im Sommer mit geraniengeschmückten Laternen versehene Uferpromenade und einen kleinen Hafen, der von Ausflugsbooten über den Fluss angesteuert wird.
Der Ortskern beschränkt sich auf wenige Straßenzüge rund um das ehemalige Rathaus, einen Backsteinbau mit von zwei steinernen Löwen bewachtem Portal, auf einem zentralen Platz. Die Infrastruktur (kleine Hotels, Pensionen, Cafés, Restaurants, Einzelhandelsgeschäfte) ist auf einen lebhaften Tourismus ausgerichtet. Eine Reihe von Veranstaltungen, Märkte und Feste beleben alljährlich den kleinen Ort in der Sommersaison, beispielsweise die Spargel-Rad-Viertages-Tour und die Elf Fantasy Fair.
Touristische Sehenswürdigkeiten sind die Schlossgärten von Schloss Arcen, die Ruine eines Mautturms (Teil der Stadtmauer) aus dem 15. Jahrhundert, die Kirche, das Thermalbad, die Bierbrauerei „Hertog Jan“ und die Wijmarsche Wassermühle mit der Likörbrennerei „De IJsvogel“.

### Schloss Arcen mit Schlossgärten

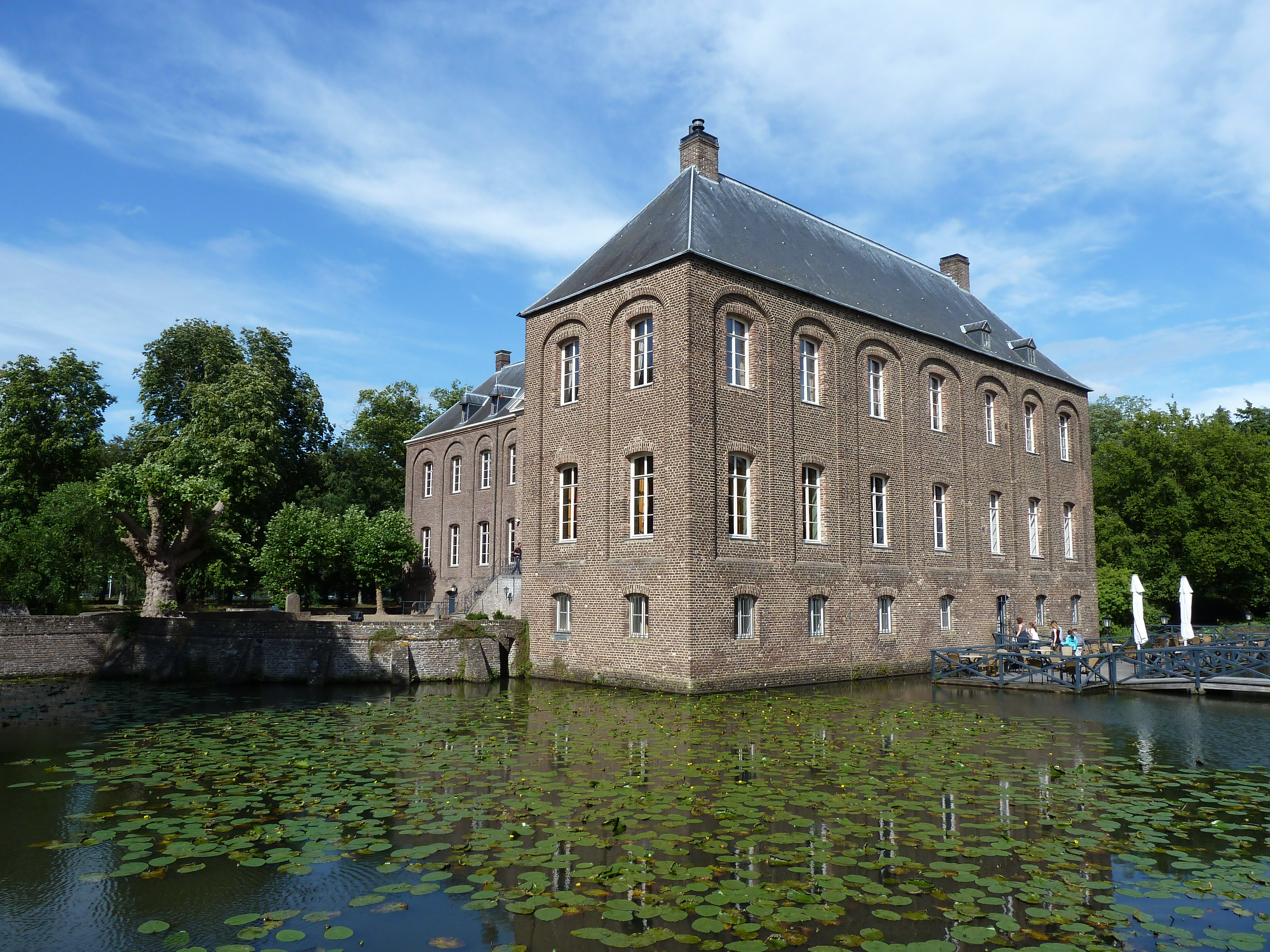
Schloss Arcen

Schloss Arcen wurde in seiner heutigen Gestalt im 17. Jahrhundert von den Herzögen von Geldern erbaut. Ein Vorgängerbau aus dem 16. Jahrhundert aus dem 16. Jahrhundert wurde 1646 zerstört. Vor der Familie von Geldern lebten Adelige aus den Geschlechtern van Buren und Schenk von Nideggen dort, nach ihnen die Herren van Wijmar. Durch Heirat wurde 1814 die Familie Dalwigk zu Lichtenfels neuer Eigentümer. Von ihr erwarb es 1876 Levin Max Paul Hubert Maria Graf Wolff-Metternich zur Gracht (1850–1929), der es 1917 an den Maler August Deusser veräußerte. Mit seiner Familie lebte der Maler bis 1931 dort.
Die Vorburg ist von einem Wassergraben umgeben. Über eine kleine Brücke erreicht man den Schlosshof durch das Hauptportal dieser Vorburg. Über dem Portal ist das steinerne Allianzwappen Geldern-von Lützerode angebracht. Mit Ausnahme des Hauptportals, das in Naturstein errichtet ist, ist das gesamte Schloss ein Backsteinbau.
Das Hauptgebäude (Herrenhaus) im Schlossinnenhof hatte anfangs zwei vorspringende Seitenflügel im französischen Stil; der nördliche wurde nach einem Brand im 19. Jahrhundert geschleift. Bis 2012 dienten die Räume des Schlosses, das heute der Stiftung Het Limburgs Landschap gehört, regelmäßig als Ausstellungsfläche und waren für gesellschaftliche Veranstaltungen (insbesondere Hochzeiten) zu mieten. Ein Nebengebäude (ehemalige Orangerie) ist als Gartenpavillon erhalten.
Die Schlossgärten von Arcen sind in der Sommersaison eine beliebte touristische Attraktion. Verschiedene Gärten aus aller Welt umgeben mehrere Teiche mit Wasserfällen. Zu besichtigen gibt es u. a. ein Waldstück mit historischem Baumbestand mit mehreren thematischen Gärten, wie etwa einen Bereich mit Pflanzen des Mittelmeerraums (Plaza Verde), einen Rosengarten, einen Wassergarten, einen italienischen Garten sowie Gartenanlagen in fernöstlichem Stil. Es gibt Schwarzschwäne, Flamingos, Weißstörche und Helmperlhühner, im Wasser leben Koi. Im Winter sind die Gärten geschlossen.

### Mautturm

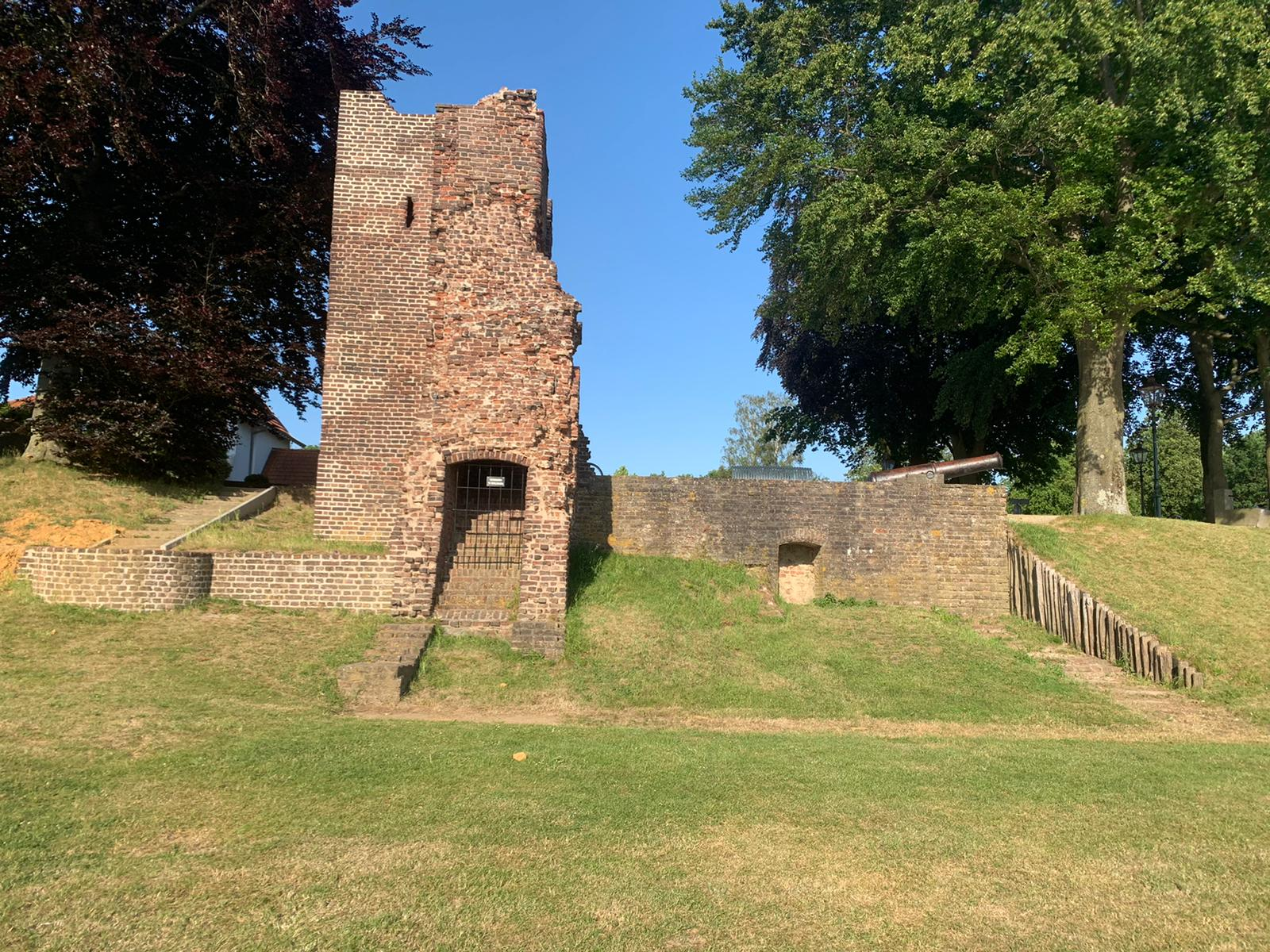
Mautturm, 2020

Der als Relikt einer einst viel größeren Befestigungsanlage aus dem 15. Jahrhundert erhaltene Mautturm steht unmittelbar am Maasufer. In den 1970er Jahren wurde das stark beschädigte Bauwerk erstmals restauriert und 2011 erneut saniert. Bemerkenswert ist, dass die Original-Fugen des mittelalterlichen Baus noch vollkommen intakt sind.
Lange bestanden Zweifel, ob der Turm zum Verteidigungswerk der Fossa Eugeniana gehörte (daher Schanstoren genannt); da dieser Kanal jedoch einige Kilometer östlich der Maas verlief (zwischen Arcen und Straelen knickte die Fossa Eugeniana parallel zum Fluss nach Süden Richtung Venlo ab), weiß man heute, dass der Turm nicht zu den bastionierten Schanzen zur Verteidigung des Kanals, sondern zur lokalen Stadtbefestigung gehörte. Außer als Mautturm diente er auch als Stadttor (Maaspoort). Vorbeifahrende Schiffe mussten hier anhalten und Zoll entrichten.

### Kirche St. Peter und Paul
Die Petrus en Pauluskerk liegt im Ortskern von Arcen, leicht erhöht umgeben von einem kleinen Platz mit einer Grünanlage. Der Backsteinbau ist eine dreischiffige Basilika auf kreuzförmigem Grundriss mit Querhaus, Doppelturmfassade und Vierungsturm.
Ein mittelalterlicher Saalbau ging voraus, der 1893 restauriert und mit neuen, neogotischen Türmen versehen wurde. 1944/45 wurde die Kirche durch Kriegsschäden so stark in Mitleidenschaft gezogen, dass sie einstürzte. Grundsteinlegung für den Rekonstruktionsbau war am 28. September 1958 und Einweihung am 20. Dezember 1959. Der Neubau des Chors mit Umgang stammt von 1966.
Das Innere ist spitzbogig gewölbt. Mittel- und Seitenschiffe sind durch Spitzbogenarkaden mit Pfeilern abgeteilt, ab der Vierung geht die Gliederung zu Säulen mit profilierten Kapitellen über („Stützenwechsel“). Durch unterschiedliche Höhen von Mittelschiff, Chor und Kapellen werden besondere Lichteffekte erzielt.
Die historische Innenausstattung ist vernichtet. Der unter der Vierung stehende Hauptaltar sowie Sakramentsaltar und Tabernakel im Chor datieren von 1966. Die farbigen Glasfenster schufen verschiedene Künstler zwischen 1961 und 1979 (Ad Maas, Frans Timmermans, F. Rievers, Frans Cox); dargestellt sind sowohl alt- als auch neutestamentliche Szenen sowie die Patronatsheiligen Petrus und Paulus.
Vom Vorgängerbau sind zwei Glocken erhalten, eine von 1684, gegossen durch Peter von Trier IV., und eine von 1861. Die ältere ist draußen im Park vor der Kirche in einer modernen Halterung zu sehen.

### Wijmarsche Wassermühle

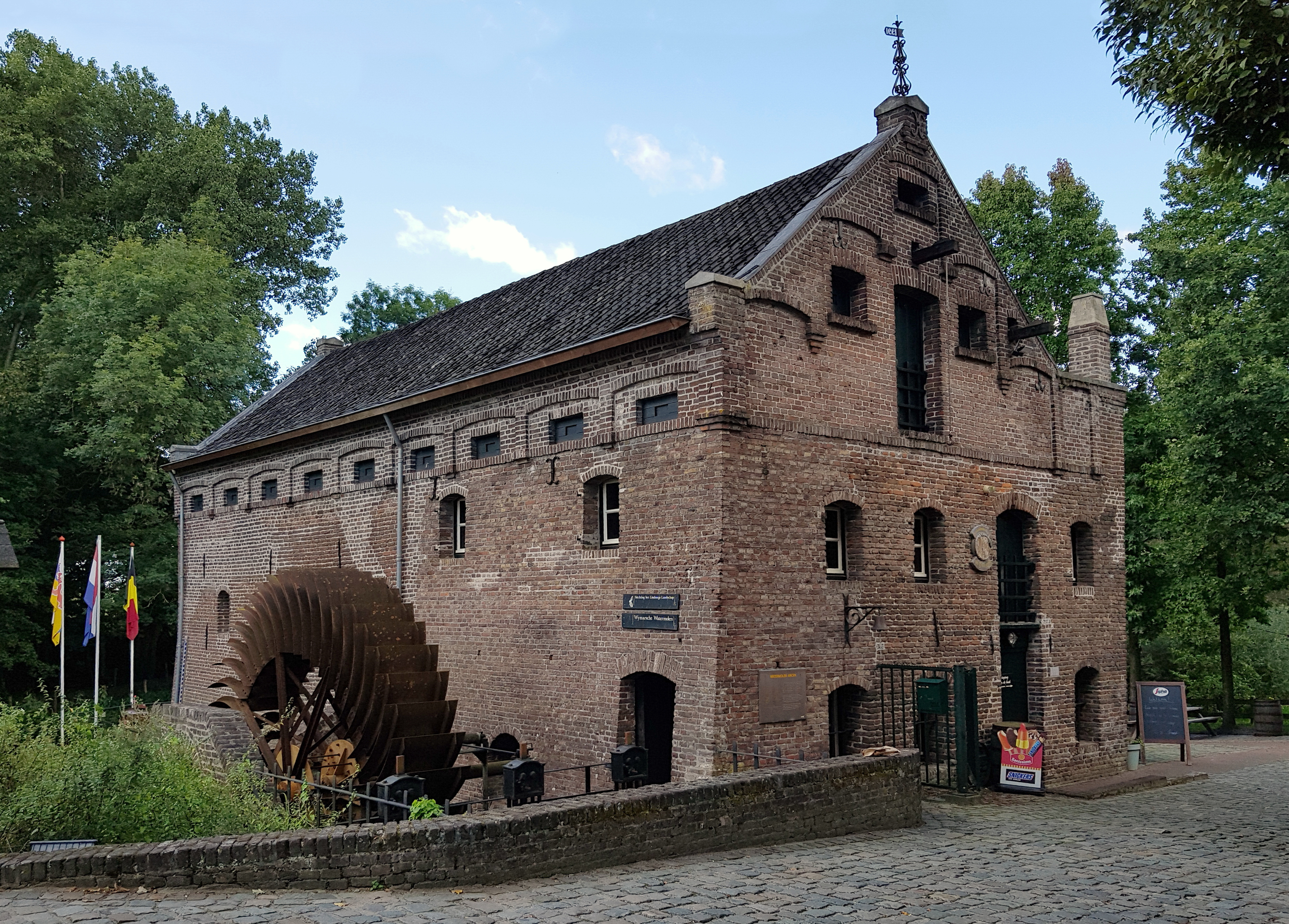
Restaurierte Wijmarsche Wassermühle (2019)

An der Maas bei Arcen, im Naturschutzgebiet Barbara's Weerd, standen im Mittelalter zwei Wassermühlen. Die ältere aus dem 15. Jahrhundert ist nicht erhalten. Das vorhandene Gebäude stammt im Kern von 1677, wurde aber 1865 umgebaut. Es diente als Ölmühle mit einem oberschlächtigen und als Getreidemühle mit einem unterschlächtigen Wasserrad (ab 1882 nur noch als Getreidemühle). Die Mühle erhielt ihr Wasser aus einem umgeleiteten Bach (Lingsforter Beek), mit dem sie durch eine Brücke verbunden ist.
Vor dem Zweiten Weltkrieg wurde der Mahlbetrieb eingestellt. Das schwer beschädigte Gebäude wurde 1984 restauriert.
Heute befindet sich in dem Mühlengebäude die Brennerei „De IJsvogel“, die Genever, Kräuterbitter und Liköre herstellt. Ein Café ist angegliedert. Mühle und Brennereibetrieb können mit Führung besichtigt werden.

## Umland
Arcen ist von Wald, Heide- und Teichflächen umgeben, die durch mehrere markierte Rad- und Wanderwege erschlossen sind.
Zwischen dem Mautturm, der Wijmarschen Wassermühle und noch ca. 1 km südlich davon erstreckt sich entlang der Maas auf 22 Hektar das Naturentwicklungsgebiet Barbara’s Weerd. Benannt ist es nach dem mittelalterlichen Kloster Insula Sancta Barbara, das 1586 zerstört wurde. Das Grasland wird durch wilde Galloway-Rinder beweidet, die manchmal bis zum Wanderweg auf dem Deich vordringen. Obwohl insoweit an Menschen gewöhnt, warnen Schilder dennoch davor, sich ihnen auf mehr als 25 m zu nähern, da es sich nicht um Haustiere handele.
Der Birken- und Eichenwald am Zwarte Berg (=Schwarzen Berg) südöstlich von Arcen wächst auf sandigem Dünenland. Der „Berg“ ist die höchste der Maas-Sanddünen; der Anstieg ist steil. Traditionell beherrschte Stockausschlag (hakhout) die Landschaft, der allerdings durch angepflanzte Tannen und Amerikanische Weiß-Eichen teilweise verdrängt wurde. Der Berg bietet dadurch auch keine Aussicht mehr. Die Stiftung Het Limburgs Landschap hatte Maßnahmen geplant, die ursprüngliche Offenland-Vegetation teilweise wiederherzustellen; diese Maßnahmen konnten bis Herbst 2012 (Insolvenz der Stiftung) indes nicht mehr durchgeführt werden.
Schuitwater heißt die 313 ha große Moor- und Teichlandschaft Nord-Limburgs, zu der auch die Sumpfflächen und Teiche zwischen Arcen und Straelen gehören (Straelens Schuitwater). Die Landschaft entstand durch ehemalige Maas-Arme, die vom Fluss abgetrennt wurden und verlandet sind. Der Name wird zurückgeführt auf die schuit (= Treckschute), mit der abgebauter Torf aus dem Niedermoor in der Vergangenheit abtransportiert wurde.
Das grenzüberschreitende Moor Straelens Veen / Holter Bruch war mit 1000 ha einst viel größer, wurde aber durch die ökonomische Nutzung dezimiert. Auf deutscher Seite steht das Schilfgebiet mit Feuchtwiesen und Sumpfweiden bereits seit 1992 unter Naturschutz. Auf niederländischer Seite hat die Stiftung Het Limburgs Landschap erst im 21. Jahrhundert ökologische Schutz- und Sanierungsmaßnahmen durchgeführt. In den Jahren 2003/2004 wurde ein neuer flacher Teich angelegt, an dem sich zahlreiche Wasservögel angesiedelt haben. Diese Kernzone des Biotops wird von den Wanderwegen ausgespart, kann aber durch ein Fernglas eingesehen werden.

## Persönlichkeiten
- Henri Leeuw sr. (1819–1909), niederländischer Architekt
- Stan Valckx (* 1963), niederländischer Fußballspieler

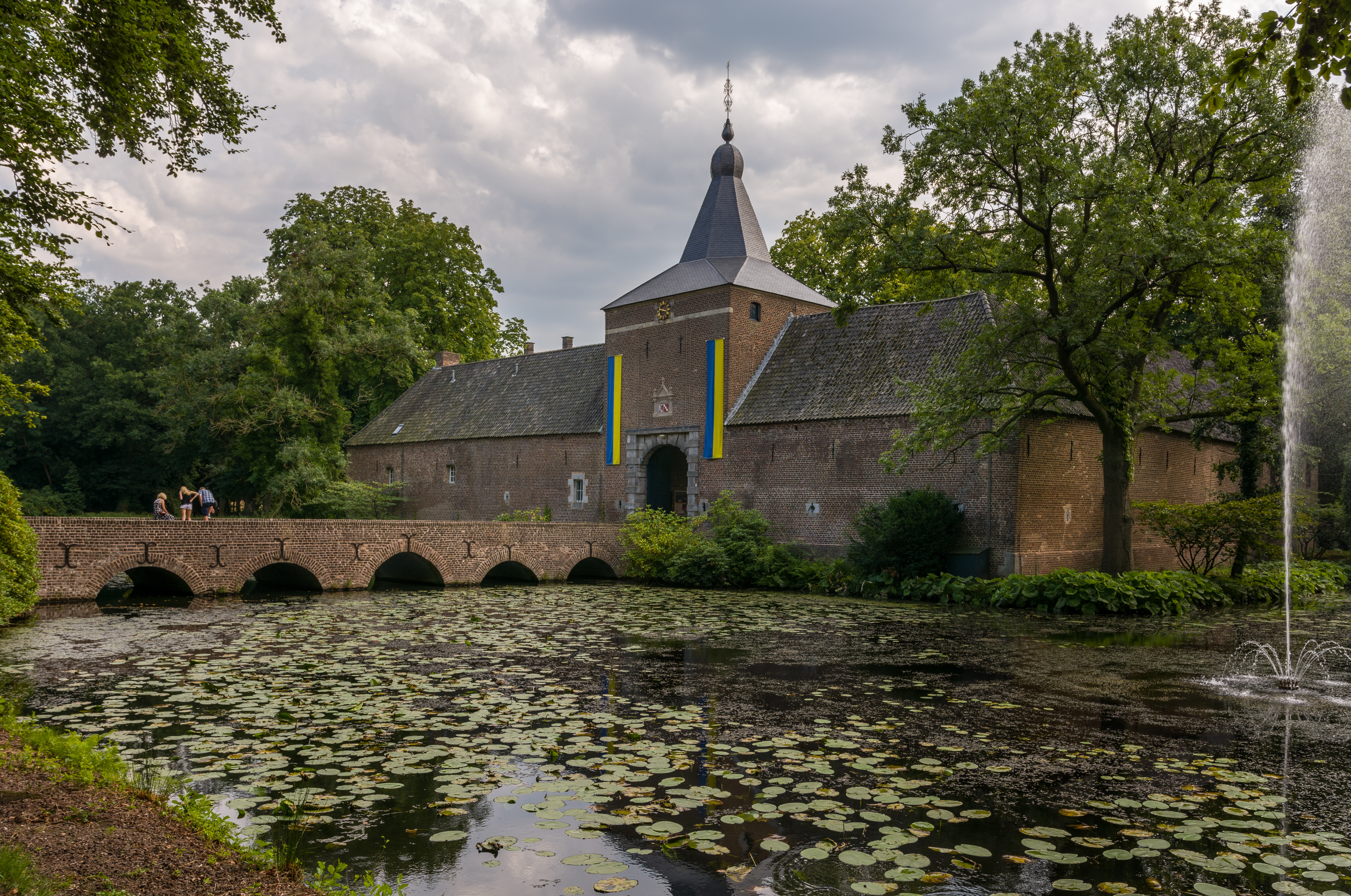
Schloss Arcen: Vorburg, Wassergraben, Brücke, Hauptportal
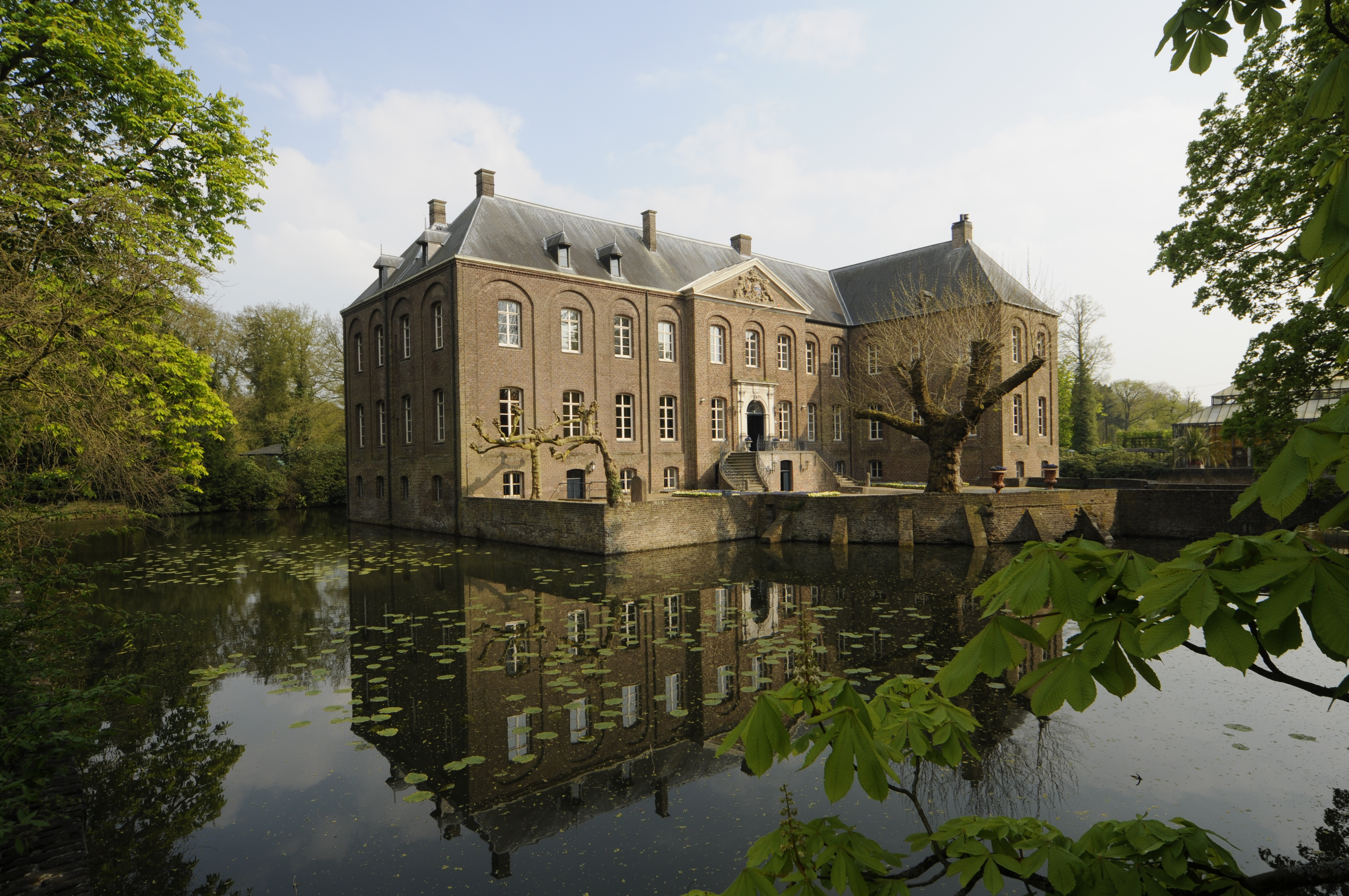
Schlossbau der Festung
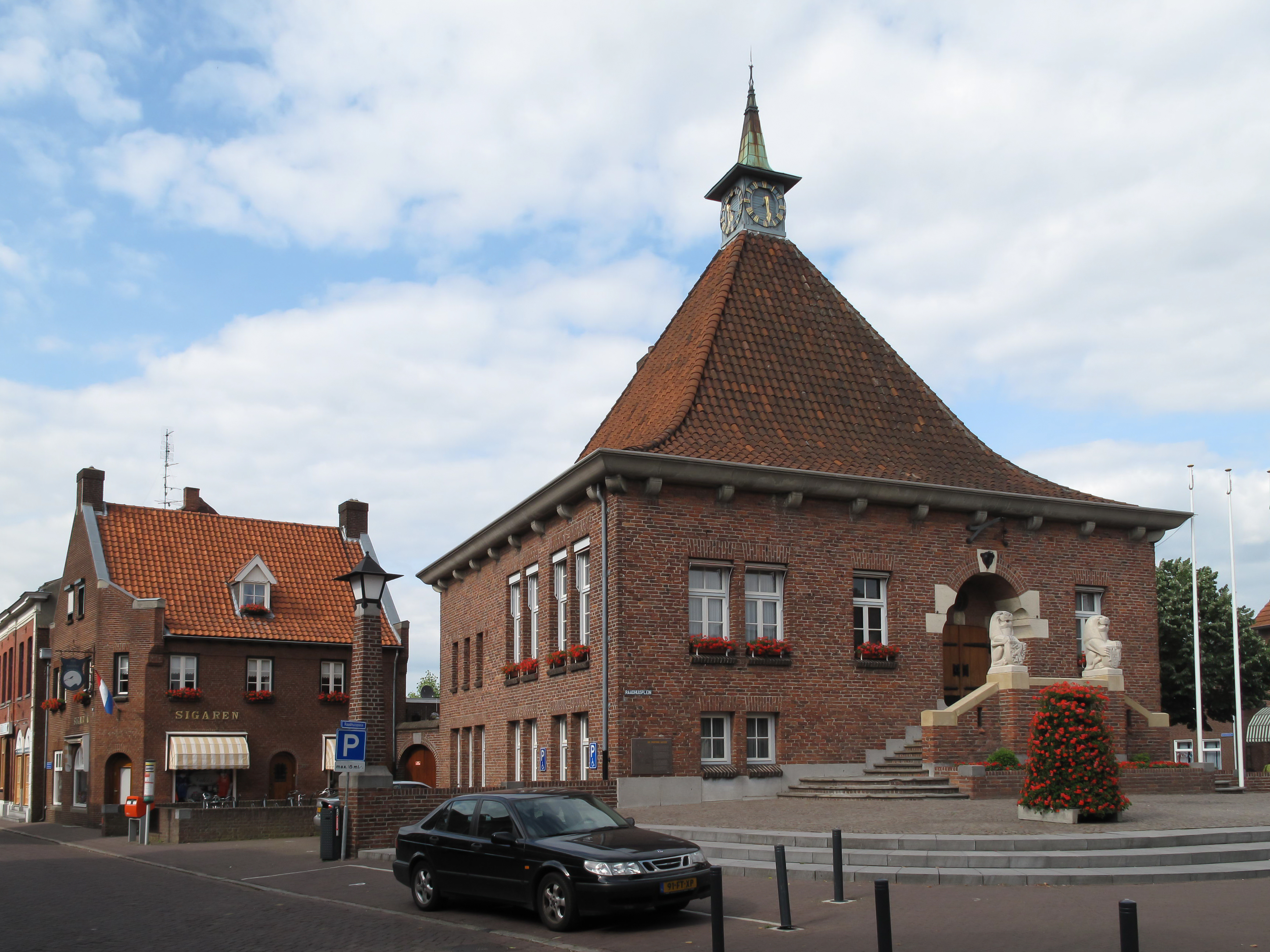
Arcen, früheres Rathaus
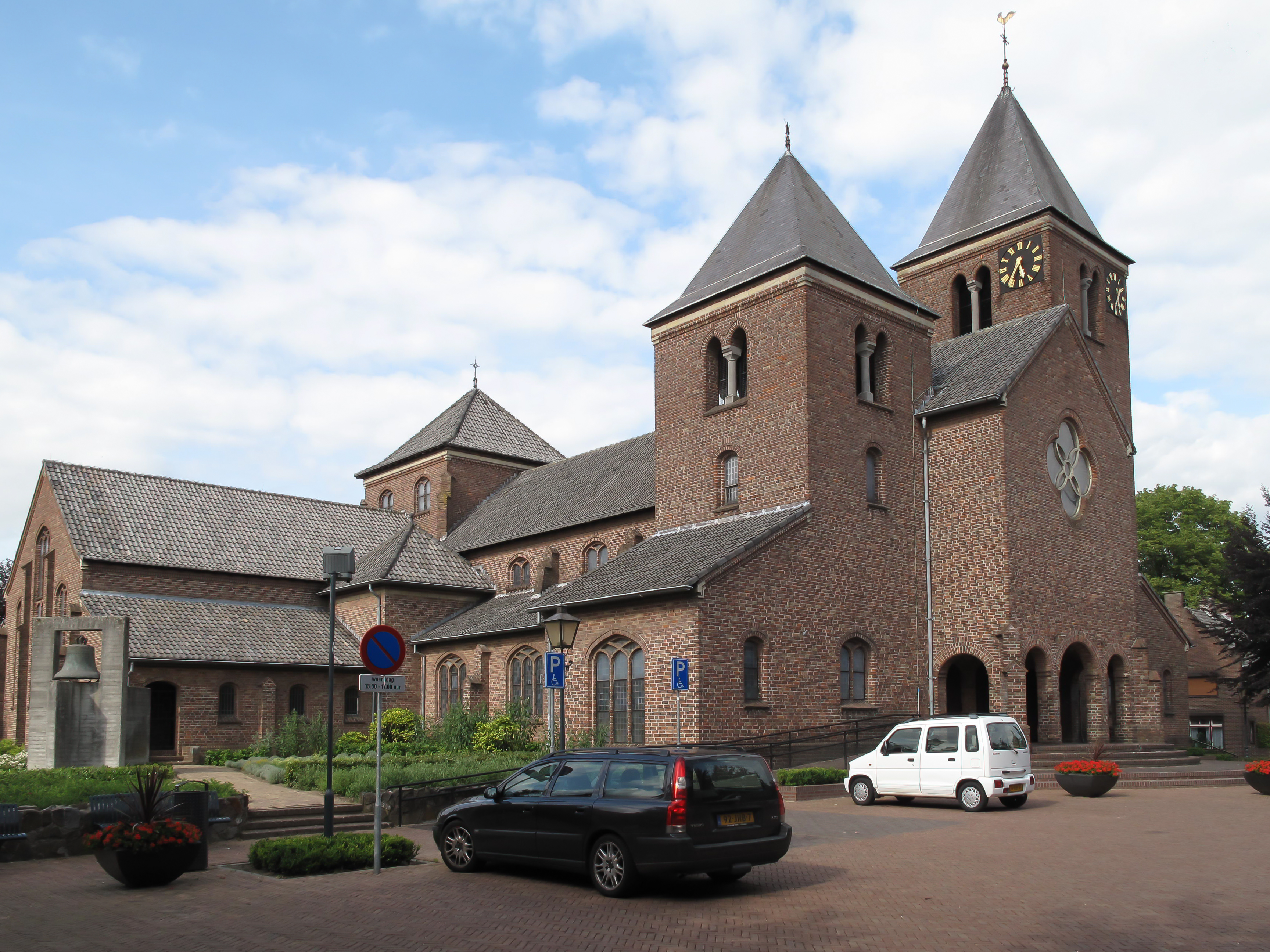
Arcen, Kirche
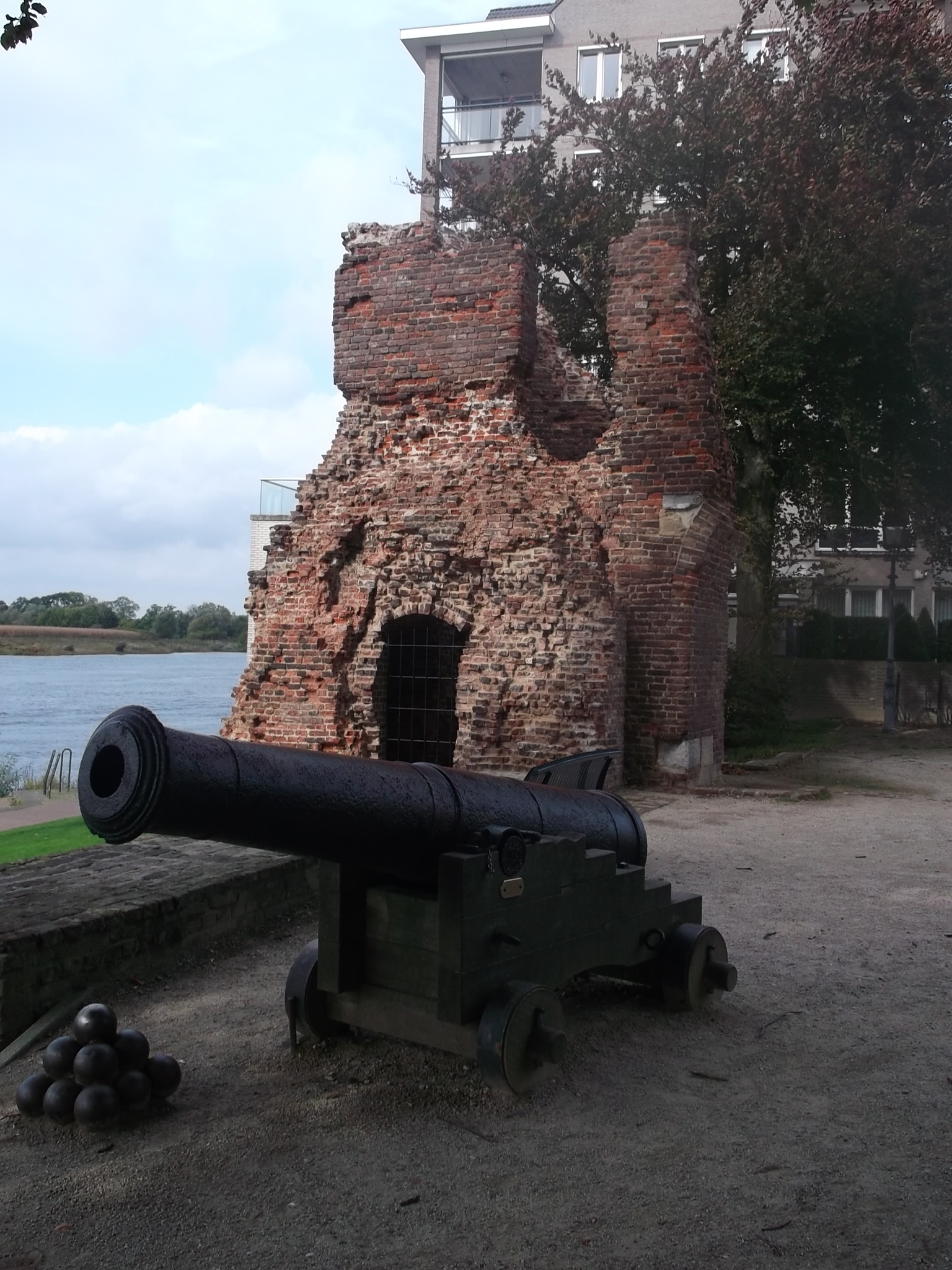
Zollturm (Schanstoren)
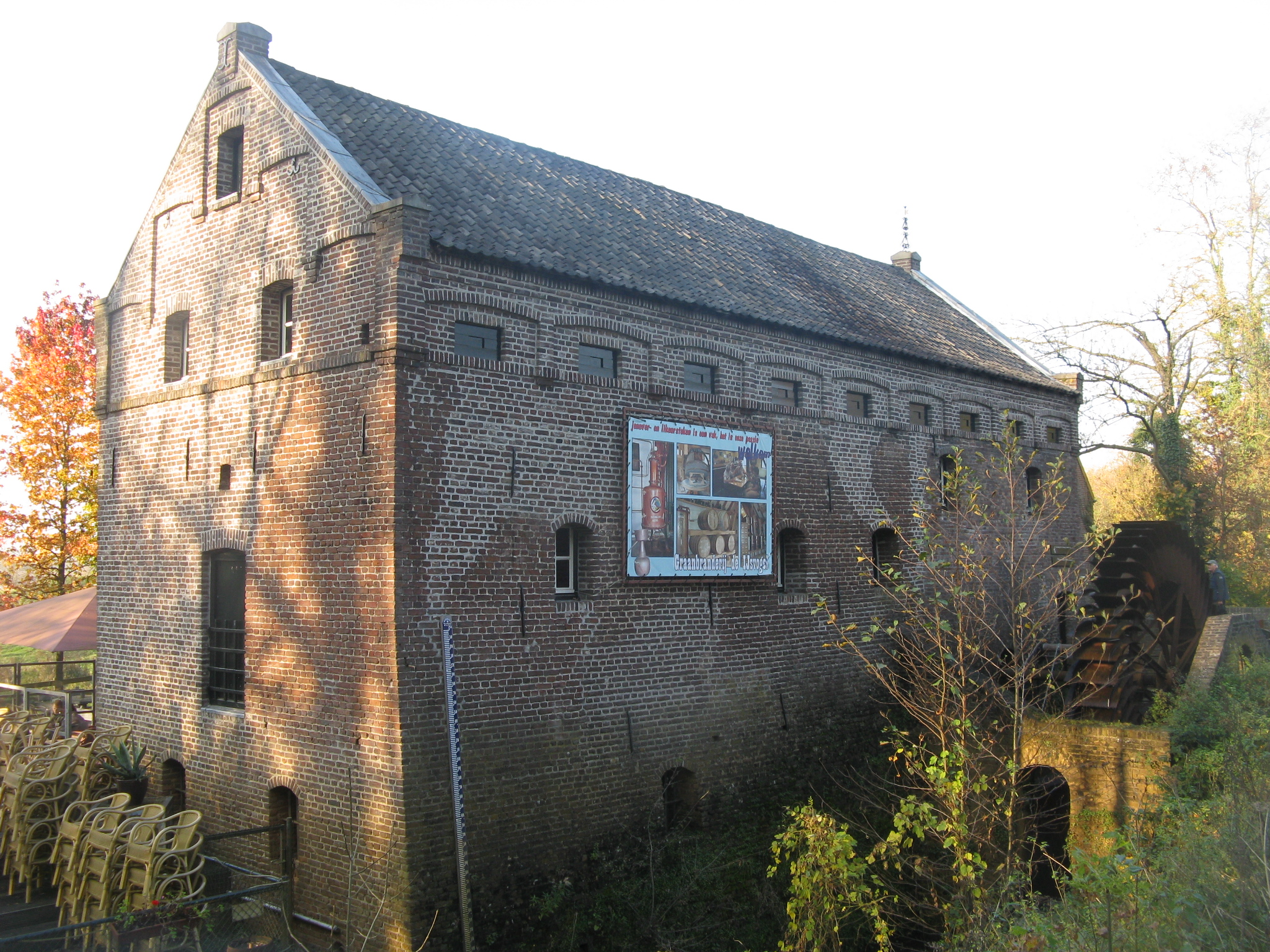
Wijmarsche Watermolen (De Ijsvogel)
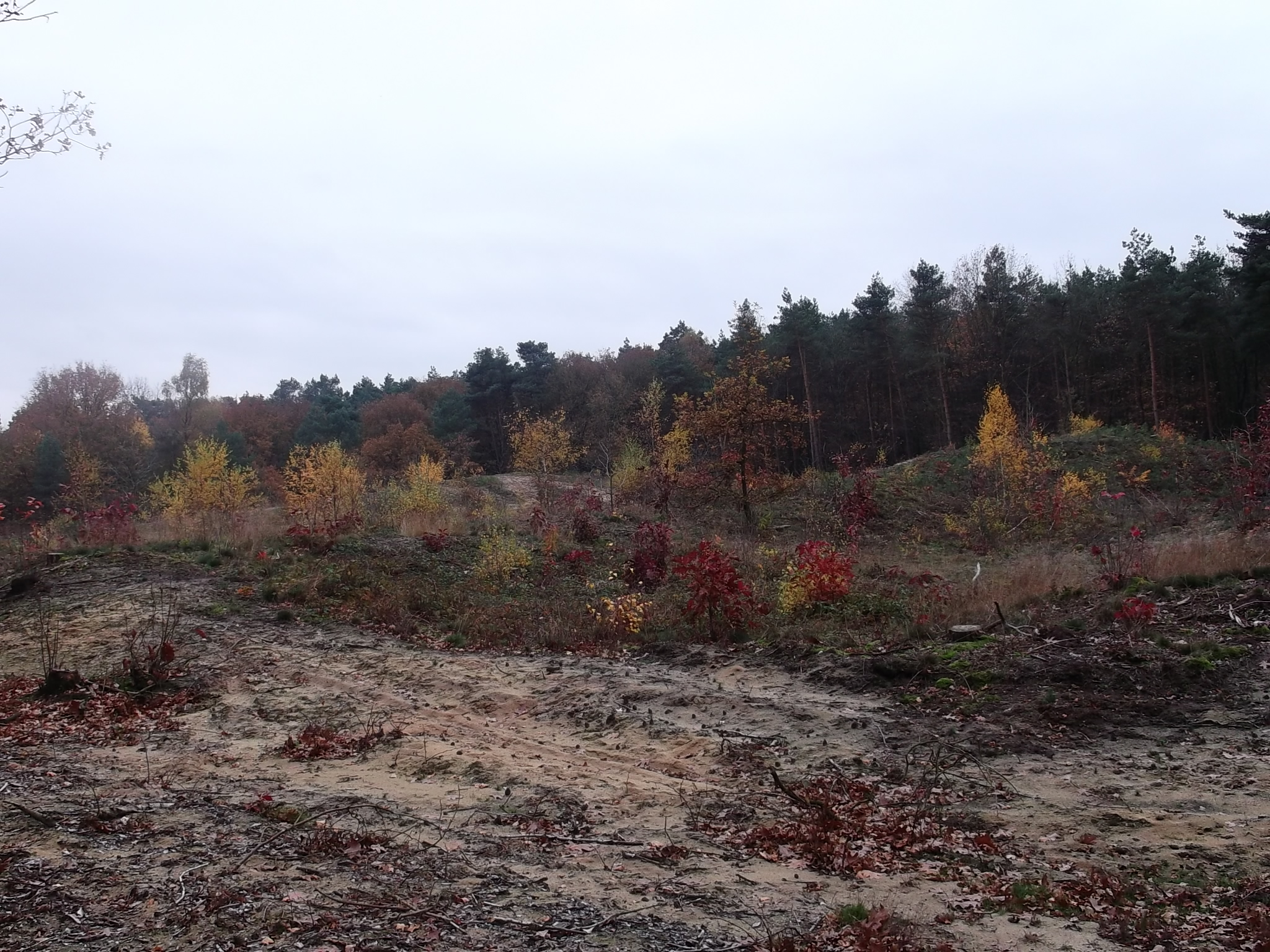
Spätherbstliche Stimmung im Naturentwicklungsgebiet Zwarte Berg
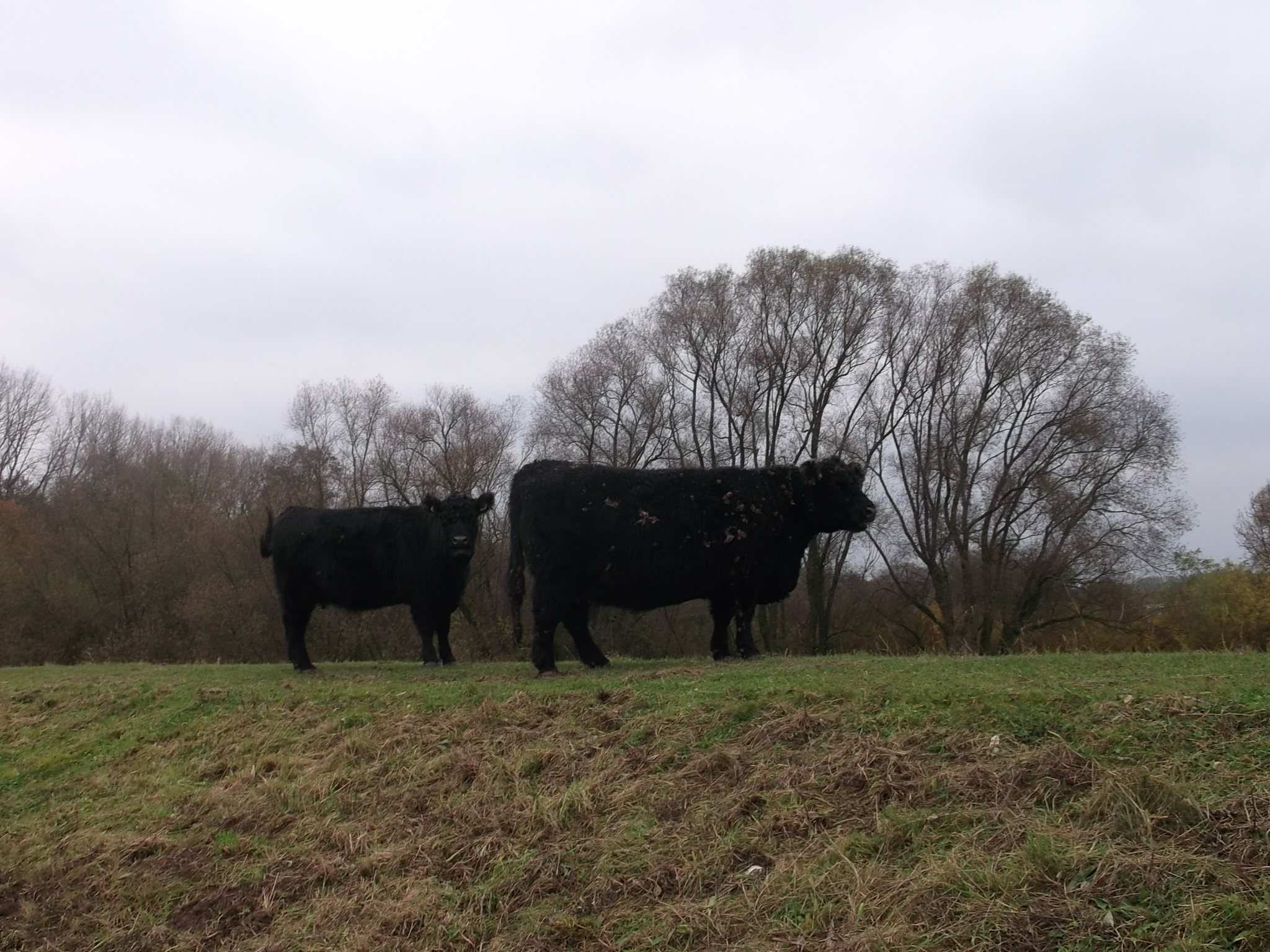
Maasdeich mit Galloway-Rindern